# 会社更生法
会社更生法（かいしゃこうせいほう、平成14年12月13日法律第154号）は、経営困難である株式会社について、事業の更生を目的としてなされる更生手続に関する日本の法律である。
倒産法の一つ。本法に基づく更生手続のことを、「会社更生手続」と呼ぶことが多い。

## 制定・改正の経緯
第二次世界大戦後、アメリカ合衆国で実績を挙げつつあった、当時の連邦倒産法第10章Corporate Reorganization（会社更生）の制度を日本に移植するべく、1952年（昭和27年）に制定された（昭和27年法律第172号）。その後、1967年（昭和42年）に会社更生手続の濫用防止、債権者である取引先中小企業の保護の観点から実質改正がされ、さらに、2002年（平成14年）に会社更生法の全部改正をする新しい会社更生法（平成14年法律第154号）が制定され、2003年（平成15年）4月1日に施行。
米国では旧連邦倒産法を全面的に改正する新連邦倒産法が1978年に制定され、旧第10章は連邦倒産法第11章Reorganizationに改められた。これは日本の会社更生に相当するといわれることもあるが、手続を利用できる債務者の範囲に限定がない点で、会社更生よりは民事再生に近い。なお、米国では一般的にこの手続きを"Chapter11"と呼ぶ。

## 倒産法制における位置づけ
倒産法制における位置づけとして、再建を目的とする点では民事再生と共通するが、株式会社だけが対象となる点では民事再生とは異なる。
民事再生法との違いとしては、担保権者や株主についても更生手続の対象となることなどが異なる。
また、会社更生法のみが、他の破産手続きと異なり抵当権・質権といった担保物権について別除権を認めず、更生手続き中の担保権の実行は禁止又は中止となる。

## DIP型会社更生手続
会社更生手続においては、管財人が通常選任されており、これが民事再生手続との一つの違いとなり会社更生手続の特徴となっていたが、2008年には、東京地方裁判所で会社更生手続を担当する民事第八部（商事部）所属の判事がDIP(Debtor In Possession)型会社更生手続の運用の導入に関する論文を法律雑誌に掲載することなどを経て、運用の拡張が行われ、一定の条件を満たした場合には、更生手続開始申し立て時の取締役を管財人として引き続き業務の運営に当たらせる運用が行われるようになった。
かかる手続の導入の背景には、会社更生手続は、担保権者を倒産手続に参加させることで、債務者の再建のための強力な方法論たるべく制度であったところが、危機に陥った債務者が、現行経営陣がそのまま経営を継続しうる民事再生手続を申し立てる例が増加し、本来の機能を発揮していなかったとの意識がある。裁判所による運用の変更という形でDIP型が導入されたのは、会社更生法の法文でも、かかる方法論をとることも予定されていたことによる。
上記運用導入の発表後の第1号案件はクリードに対する手続きである。